# Ibone Belausteguigoitia Arocena
Ibone Belausteguigoitia Arocena (Bilbao, 23 de mayo de 1930) es la primera deportista olímpica vasca, con más de 300 medallas ganadas como saltadora de trampolín. 

## Biografía
Ibone Belausteguigoitia Arocena nació en Bilbao en el seno de una destacada familia bilbaína del primer tercio del siglo XX: los Belausteguigoitia Landaluce. Cinco de sus miembros jugaron en el Athletic de Bilbao. José María Belausteguigoitia, tío de Ibone, fue el más destacado. Su padre, Francisco Belausteguigoitia, más conocido como Patxo Belauste, también jugó al fútbol en el Athletic Club en los años 20, de 1917 a 1924, aunque dejó el equipo para estudiar en París y jugar en el Olympique de la capital francesa, mientras trabajaba al lado de la Premio Nobel Marie Curie estudiando las aplicaciones del radio.
A principios de los años 30 junto a su mujer, Elvira Arocena, y sus hijos llegaron a México. Ibone en ese momento tenía un año de vida. Permanecieron un año allí y posteriormente se trasladaron a México D. F., donde se instalaron definitivamente al estallar la Guerra Civil en España. Con 5 años conoció las piscinas y su afición por los clavados o saltos de trampolín comenzó con 17 años gracias a un pequeño trampolín instalado en la piscina de su casa. Empezó a entrenar en el equipo de natación Deportivo Chapultepec (México).
Realizó estudios de maestra y administración de empresa con el objetivo de contar con una carrera profesional separada del deporte pero siguió practicando los clavados y participando en diversas competiciones. En 1948 llegó su primera competición en los Juegos Olímpicos de Londres. Por razones de exilio familiar acudió representando a México.
En 1950 abandonó el deporte de élite para convertirse en misionera en Japón, y cuando tuvo conocimiento de las pruebas para veteranos retomó la competición en la década de los años 80. En ese momento se reencuentra con German, su marido, y se casa. Participa ese mismo año en los Juegos Centroamericanos que se celebraron en la ciudad de Guatemala, donde alcanzó la Medalla de Oro en salto de trampolín de 3 metros.
Sigue participando en las competiciones para mayores de 55 años que se celebran alrededor del mundo. Participó en el Campeonato del Mundo Saltos 2010 donde obtuvo medallas de oro en trampolín 1 metro, trampolín 3 metros y plataforma 5 metros. También en los Campeonatos Mundiales de Natación FINA Budapest 2017. Ha ganado más de 300 medallas en clavados. Y en las últimas competiciones europeas de categoría máster, que se celebraron en Rusia, compitió como ciudadana vasca, ya que tiene ficha de la Federación de Bizkaia. De hecho, es la actual campeona mundial de salto de trampolín en la categoría Máster.
Ha visitado Francia, España, Reino Unido, Rusia y Estados Unidos entre otros y ha sido reconocida en el país como una de las grandes deportistas, llegando a formar parte del Salón de la Fama Internacional en su disciplina.

## Premios y reconocimientos
- En 2012 Ibone Belausteguigoitia recogió el Premio Sabino Arana en representación del olimpismo feminismo vasco.[13]
- En 2014 la Federación Mexicana de Natación bautizó con su nombre un certamen nacional.[14]